# 중앙우체국 (더블린)

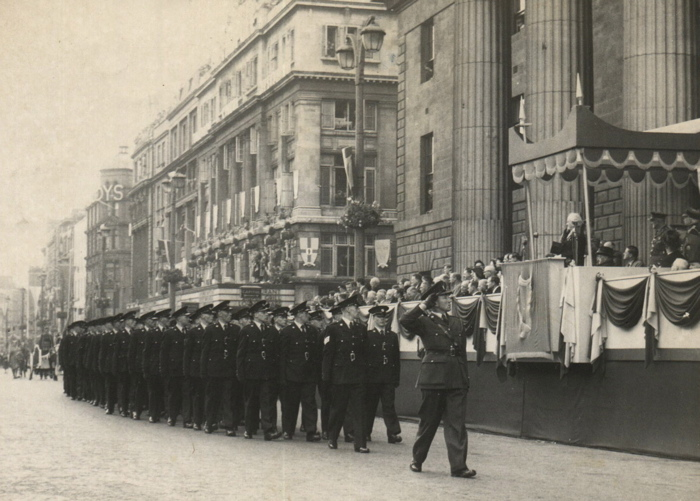
New Garda recruits march past the GPO, Tostal 1954

중앙우체국(영어: General Post Office, 아일랜드어: Ard Oifig an Phoist, GPO)는 프랜시스 존슨이 설계하였고 1814년에 건축되었으며 더블린의 오코넬 거리에 위치해있다. 아일랜드 우편서비스를 총괄하는 곳이다.
1916년에 발생한 부활절 봉기동안 봉기를 일으킨 아일랜드 혁명군이 이 건물을 점거했다. 영국군의 강력한 진압으로 인해 건물은 막대한 피해를 입었고 아일랜드 자유국 정부가 들어설 때까지 수리되지 않았다. 외곽의 초창기 기둥들에는 여전히 탄흔이 남아있어서 폭력으로 얼룩졌던 과거를 상기시켜주고 있으며 아일랜드 민족주의와 아일랜드 역사의 상징으로 남아있다. 봉기를 기념하며 신화 속 영웅인 쿠 훌린의 조각을 새겨 건물 앞에 세웠다.
원래는 넬슨 기념비가 건물 앞에 있었으나 1966년 IRA의 폭탄테러로 인해 파괴되었다. 현재 더블린 첨탑이 건물 앞의 대부분의 차리를 차지하고 있다. Prize Bond(일종의 도박)가 매주 금요일마다 건물에서 열리고 있다.
아일랜드 타임즈는 2005년 10월 30일 아일랜드 정부가 모든 우편 서비스를 중앙우체국에서 담당하지 않고 이 건물을 부활절 봉기의 기념물로써 사용할 것이라고 보도했다.